# Nửa xu (tiền xu Hoa Kỳ)
Đồng nửa xu là đồng xu mang mệnh giá nhỏ nhất từng được đúc tại Hoa Kỳ, có giá trị bằng một phần hai trăm (1/200) của một đô la Mỹ. Đồng xu mệnh giá này lần đầu tiên được đúc vào năm 1793 và đúc lần cuối cùng vào năm 1857, khi nó bị đình chỉ cùng với đồng Large Cent (một xu kích thước lớn). Mệnh giá tiền xu này trải qua năm thiết kế trong suốt chiều dài lịch sử 64 năm của nó.

## Lịch sử
Được cấp phép đúc thông qua bởi Đạo luật đúc tiền Hoa Kỳ năm 1792 ngày 2 tháng 4 năm 1792, đồng nửa xu được chính thức được đúc tại Hoa Kỳ trong suốt giai đoạn từ năm 1793 đến năm 1857. Ban đầu, theo nội dung được thông qua bởi Đạo luật năm 1792, đồng nửa xu có trọng lượng 132 grain (8,5 gram), tuy vậy đã được điều chỉnh giảm xuống còn 104 grain (6,74 gram) bởi Đạo luật ngày 14 tháng 1 năm 1793 trước khi chính thức được đúc. Một lần nữa, trọng lượng bị giảm xuống còn 84 grain (5,44 gram) kể từ ngày 26 tháng 1 năm 1796. Đồng nửa xu có thành phần bằng đồng nguyên chất và có giá trị là năm mill, tức một phần hai trăm của một đô la Mỹ. Đồng xu này có kích thước nhỏ hơn một chút so với đồng xu quarter 25 xu Hoa Kỳ hiện đại, với đường kính trong các giai đoạn có sự chênh lệch nhỏ, cụ thể là 22 mm (1793), 23,5 mm (1794–1836) và 23 mm (1840–1857).
Việc đúc tiền nửa xu đã bị đình chỉ bởi Đạo luật đúc tiền Hoa Kỳ ngày 21 tháng 2 năm 1857. Tất cả các đồng nửa xu đều được đúc tại Cục Đúc tiền Philadelphia. Đối với giới sưu tập tiền xu, tất cả các đồng nửa xu được xem là xu hiếm. Sau khi bị đình chỉ sản xuất, nhiều đồng nửa xu đã bị phá hủy. Chúng tiếp tục lưu thông một vài năm sau đó và dần dần không thể tìm thấy trong lưu thông, bị ảnh hưởng do tình trạng tích trữ đồng xu có thành phần bằng đồng trong cuộc nội chiến Hoa Kỳ.
Theo The Official Blackbook Price Guide to U.S. Coins, đồng nửa xu tuy có mệnh giá rất nhỏ, nhưng phù hợp với tình hình kinh tế vào thời điểm đó và là một mệnh giá không thể thiếu được trong giao dịch hàng ngày. Một số doanh nghiệp sử dụng chúng để trả lại tiền thừa cho khách hàng thay vì dùng đồng xu một xu. Mệnh giá đồng nửa xu này cũng quan trọng vào thời điểm nó được chính thức đúc lần đầu vào năm 1793, khi lương nhân viên xưởng đúc tiền chỉ là 1 đô la Mỹ cho 10 giờ làm việc. Dù về tính thương mại, đồng nửa xu được khuyến khích trong lưu thông, tuy vậy chúng chưa từng được ưa chuộng. Sau năm 1811, chúng hiếm khi được thấy trong lưu thông và việc đình chỉ phát hành đồng xu vào năm 1857 là do ảnh hưởng của hai yếu tố: nhu cầu thấp và giá đồng (thành phần chính của đồng xu) tăng cao.
Do thiếu hụt về nguồn cung kim loại đồng, đồng một xu kích thước lớn được Cục Đúc tiền chú ý và ưu tiên nhiều hơn đồng nửa xu. Về cơ bản, đồng nửa xu có nhiều lúc được đúc từ kim loại phế liệu, từ token Talbot và Allum & Lee, hoặc là các phôi đồng một xu kích thước lớn bị lỗi.

## Các thiết kế
Có một số loại thiết kế cho mệnh giá đồng xu nửa xu khác nhau:
- Liberty Cap, Head Facing Left (tạm dịch: Nữ thần Tự do và mũ Phrygian (mũ Tự Do)), mặt hướng về bên trái), được khắc bởi Henry Voigt, phát hành năm 1793. Thông tin về nhà thiết kế mẫu đồng xu này còn không chắc chắn và không được biết đến, theo ấn bản đề bìa năm 2016 của Sách Đỏ Tiền xu Hoa Kỳ A Guide Book of United States Coins.[1] Quyển sách này, qua nhiều ấn bản, đã nhiều lần liệt kê những nhân vật khác nhau là nhà thiết kế nên mẫu tiền xu này: từng liệt kê Adam Eckfeldt là nhà thiết kế (ấn bản bìa đề năm 2000)[9], Joseph Wright (ấn bản bìa đề năm 1976[10] và 2008[11]) và xác nhận là không rõ chính xác nhà thiết kế (ấn bản bìa đề năm 2016)[1]. Riêng Sách Đen Tiền xu Hoa Kỳ The Official Blackbook Price Guide to U.S. Coins, trong ấn bản bìa đề năm 2014, ghi nhận đồng xu được thiết kế bởi Adam Eckfeldt.[8]
- Liberty Cap, Head Facing Right (tạm dịch: Nữ thần Tự do và mũ Phrygian (mũ Tự Do)), mặt hướng về bên phải:
  - Large head, phát hành năm 1794 (tạm dịch: hình tượng đầu nữ thần kích thước lớn) do Joseph Wright thiết kế và khắc bởi Robert Scot, theo ấn bản sách đỏ bìa đề năm 2016.[1] Trước đó, trong các cuốn sách đỏ bìa đề năm 2000 và 2008, Robert Scot được ghi nhận là nhà thiết kế đồng xu này.[9][11]
  - Small head phát hành từ năm 1795–1797 (tạm dịch: hình tượng đầu nữ thần kích thước nhỏ) do John Gardner thiết kế.[1]
- Draped Bust (tạm dịch: Nữ thần Tự do Ngực trần) có thể được thiết kế bởi Gilbert Stuart và Robert Scot điêu khắc mẫu, phát hành từ năm 1800 đến năm 1808. theo ấn bản sách đỏ bìa đề năm 2016.[12] Trước đó, trong các cuốn sách đỏ bìa đề năm 2000 và 2008, Robert Scot được ghi nhận là nhà thiết kế đồng xu này.[13][14]
- Classic Head, được thiết kế bởi John Reich (ấn bản sách đỏ bìa đề năm 2016), phát hành từ năm 1809 đến năm 1836.[15][16][17]
- Braided Hair (tạm dịch: Nữ thần Tự do Tóc bện), do Christian Gobrecht thiết kế, phát hành từ năm 1840 đến năm 1857.[6][18][19]

Không có bất kỳ ký hiệu cục đúc xuất hiện trên bề mặt của đồng nửa xu nào (vì tất cả đều được đúc tại Cục Đúc tiền Philadelphia) và các cạnh đồng nửa xu qua mọi thiết kế đều có cạnh nhẵn. Tuy vậy, các đồng nửa xu năm 1793, 1794 và một số đồng nửa xu năm 1795, nó có chữ TWO HUNDRED FOR A DOLLAR (Hai trăm [đồng xu này] bằng một đô la).
Năm 1797, có ba loại đồng nửa xu với ba loại cạnh khác nhau: khắc chữ, nhẵn và có viền kẹp. Các đồng xu cạnh nhẵn thường phát xuất từ kim loại được thu lại từ các đồng xu token và các đồng xu cạnh khắc chữ có nguồn gốc là đồng một xu kích thước lớn bị đúc hỏng. Đồng xu viền kẹp năm 1797 được tin là quý hiếm, vì chỉ có khoảng một tá (chính xác là 13 đồng xu loại này) được phát hiện và công nhận chính thức. Với lỗi quý hiếm này, chúng được đánh giá là đồng nửa xu hiếm nhất và đáng mơ ước nhất [đối với giới sưu tập tiền xu].

## Sản lượng đúc chi tiết
Tất cả các đồng tiền nửa xu Hoa Kỳ đều hiếm, vì tổng số lượng đúc của loạt tiền này chỉ đạt mức 7.985.222 đồng xu. Hiếm nhất [về sản lượng đúc] phải được kể đến là đồng nửa xu 1796, nhưng những đồng xu thuộc loại hiếm còn bao gồm cả các đồng xu nguyên bản (original issue) và các đồng xu tái tục (restrike issue) thuộc các năm 1831, 1836, 1840-1848, và 1852.
- Nguồn:[22][23].

Liberty Cap, head facing left
- 1793 - 35.334

Liberty Cap, head facing right
- 1794 - 81.600
- 1795 - 139.690
- 1796 - 1.390
- 1797 - 127.840

Draped Bust
- 1800 - 202.908
- 1802 - 20.266
- 1803 - 92.000
- 1804 - 1.055.312
- 1805 - 814.464
- 1806 - 356.000
- 1807 - 476.000
- 1808 - 400.000

Classic Head
- 1809 - 1.154.572
- 1810 - 215.000
- 1811 - 63.140
- 1825 - 63.000
- 1826 - 234.000
- 1828 - 606.000
- 1829 - 487.000
- 1831 - 2.200
- 1832 - 51.000
- 1833 - 103.000
- 1834 - 141.000
- 1835 - 398.000
- 1836 - chỉ đúc Tiền đúc Sưu tập (proof), tuy vậy cũng có đúc phiên bản tiền đúc tái tục (restrike), dùng thiết kế mặt sau mà sau đó được dùng làm mặt sau chính thức cho đồng nửa xu giai đoạn 1840–1857.[24]
- 1837 - Chính phủ Hoa Kỳ không tiến hành đúc bất kỳ đồng nửa xu nào; tuy nhiên, do nhu cầu về tiền xu mệnh giá nhỏ trong giao dịch, các đồng token nửa xu được sản xuất bởi các doanh nghiệp tư nhân.[24]

Braided Hair (Nữ thần Tự do Tóc bện)
- 1840 đến 1849 chỉ đúc Tiền đúc Sưu tập, sau này cũng đúc một số Restrike (tạm dịch: Tiền đúc tái tục) giai đoạn 1840-1849.
- 1849 - 39.864
- 1850 - 39,812
- 1851 - 147,672
- 1852 - chỉ đúc Tiền đúc Sưu tập (proof). Cũng có tiền xu restrike (tạm dịch: Tiền đúc tái tục).
- 1853 - 129.694
- 1854 - 55.358
- 1855 - 56.500
- 1856 - 40.430
- 1857 - 35.180